# Gentilly
Gentilly ist eine französische Stadt mit 18.883 Einwohnern (Stand 1. Januar 2022), gelegen im Département Val-de-Marne in der Region Île-de-France.

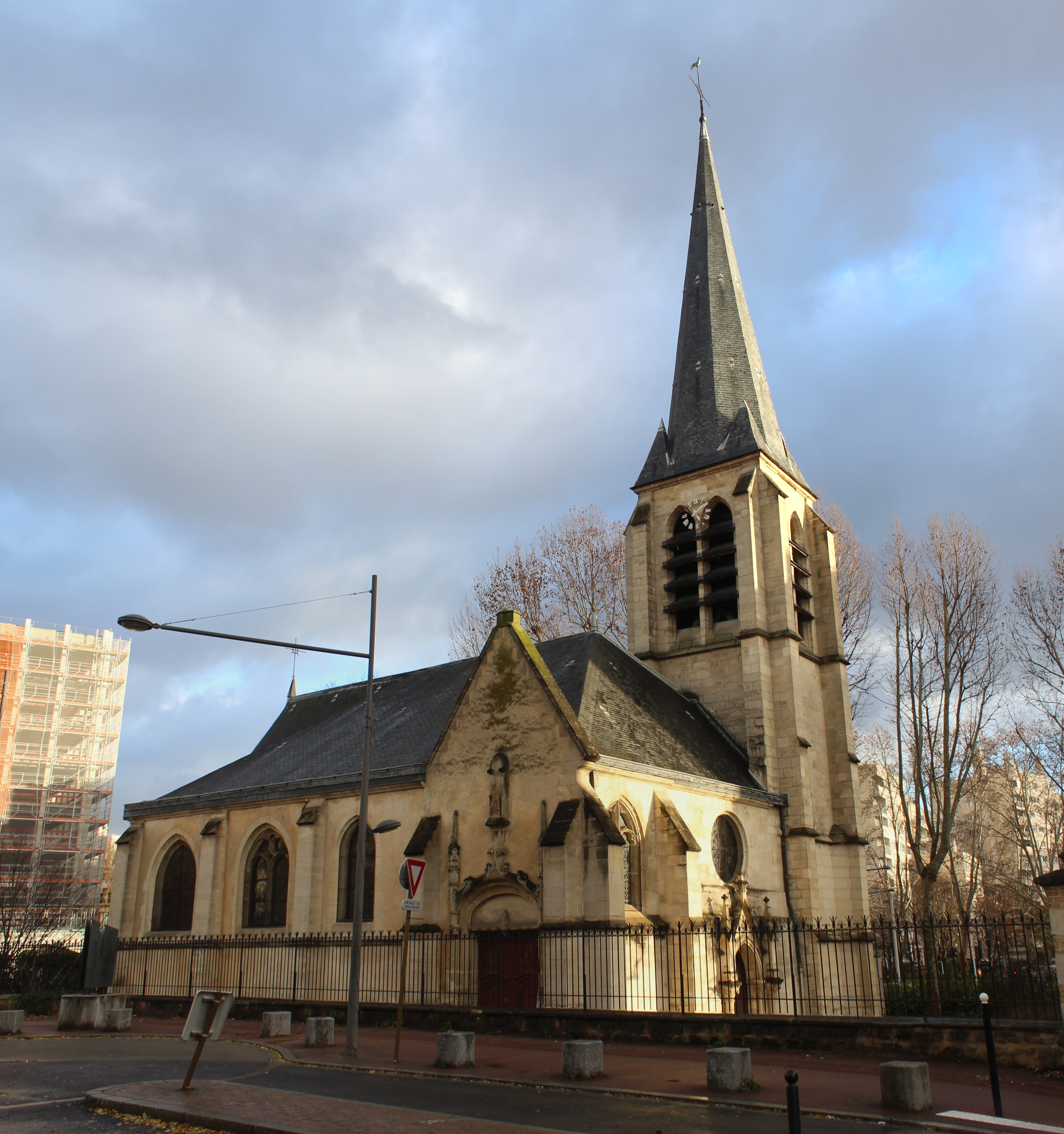
Kirche St. Saturnin (13./15. Jh.)

## Geografische Lage
Die Stadt liegt circa vier Kilometer südlich des Pariser Stadtzentrums. Sie wird im Norden durch den Pariser Autobahnring und im Osten durch die Autobahn A6b begrenzt. Der Fluss Bièvre durchquert das Stadtgebiet unterirdisch.

## Geschichte
In der Jungsteinzeit war das Tal der Bièvre bereits erheblich besiedelt. Zur Römerzeit befand sich auf dem Gebiet von Gentilly ein Aquädukt. Im Frühmittelalter befand sich hier ein Vicus. Der Ort wurde erstmals im 6. Jahrhundert als königlicher Besitz erwähnt, doch erst Ende des 13. Jahrhunderts taucht der Name Gentilly auf. In dem Königshof der Merowingerzeit verbrachte König Pippin der Kurze den Winter 762 sowie Ostern 766 und hielt dort 767 einen Rat mit Bischöfen ab. Im Jahr 878 übergab Ludwig der Stammler die Herrschaft über Gentilly an Ingelwin, den Bischof von Paris. 
Während des gesamten Mittelalters war das Gebiet zwischen mehreren Abteien und einer Herrschaft aufgeteilt, die häufig den Besitzer wechselten. Die Kirche stammt aus dem 13. und 15. Jahrhundert. Ludwig der Heilige ließ hier ein Kartäuserkloster errichten. Zur gleichen Zeit zeugten eine Burg vom Mottentyp und ein runder Turm, dann ein quadratischer Turm innerhalb einer Umfriedung vom relativen Wohlstand des Ortes. An der Ecke Rue du Paroy und Rue des Noyers befand sich noch bis etwa 1925 das Château de la Reine-Blanche. Nachgewiesen sind im Spätmittelalter auch eine Mühle, ein Backofen, eine Weinpresse und Steinbrüche. Ferner befand sich das Schloss und spätere Hospital und Gefängnis von Bicêtre auf dem Gebiet der Gemeinde. 
1860 wurde ein Teil der Stadt nach Paris eingemeindet und 1869 ein weiterer Teil als Le Kremlin-Bicêtre ausgegliedert, wodurch sie insgesamt drei Viertel ihrer Fläche verlor. Der Ort war seit der Industrialisierung der Region im 19. Jahrhundert, wie viele andere Pariser Vororte (banlieue rouge) auch, ein Zentrum der Arbeiterbewegung. So stammen seit 1934, mit Ausnahme der deutschen Besatzungszeit, alle Bürgermeister aus den Reihen der Kommunistischen Partei Frankreichs (PCF).
In den 1970er Jahren siedelten sich zahlreiche Einwanderer aus Portugal und Spanien sowie aus dem Maghreb an.

## Sehenswürdigkeiten

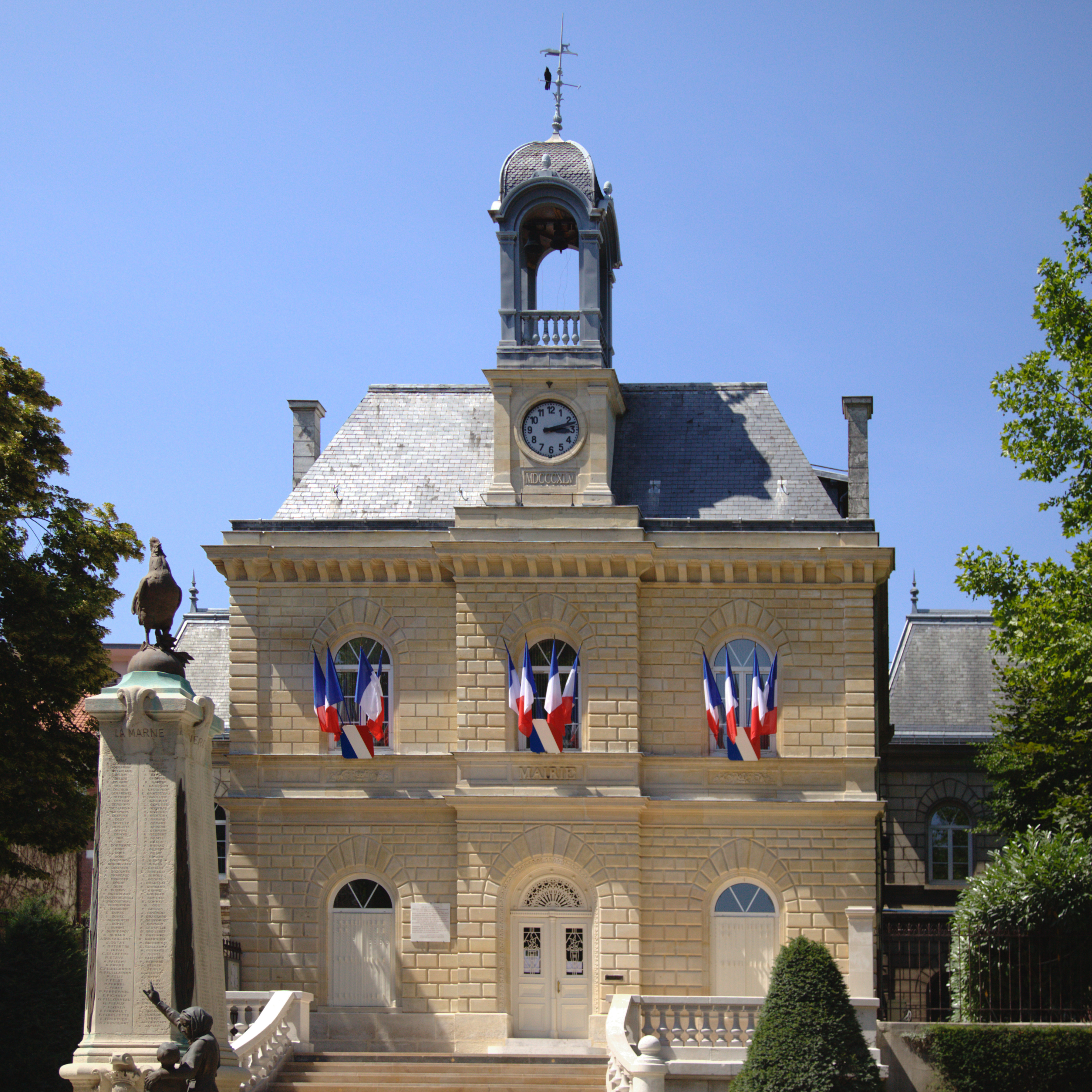
Rathaus

Siehe auch: Liste der Monuments historiques in Gentilly
- Die Maison de la photographie Robert Doisneau, ein nach dem in Gentilly gebürtigen Fotografen Robert Doisneau benanntes und der Geschichte der Fotografie gewidmetes Museum, das regelmäßig wechselnde Ausstellungen zeigt.

## Städtepartnerschaften
- Freiberg, Deutschland, seit 1960

## Söhne und Töchter
- Robert Doisneau (1912–1994), Fotograf
- André Fanton (1928–2025), Politiker